# Bassa marea (film 2012)
Bassa marea (Low Tide) è un film del 2012 scritto e diretto da Roberto Minervini.
È il secondo film della cosiddetta "trilogia texana" di Minervini, comprendente The Passage del 2011 e il successivo Stop the Pounding Heart del 2013

## Trama
Un dodicenne vive con sua madre, una donna single. Il ragazzo deve occuparsi non solo delle faccende domestiche, ma anche della propria madre, la quale lavora come inserviente in una casa di riposo per anziani, e frequenta amici anche occasionali che talora porta a casa. Di fatto madre e figlio fanno vite separate e il ragazzo trascorre la giornata da solo.

## Distribuzione
Il film è stato proiettato in anteprima mondiale il 2 settembre 2012 alla 69ª Mostra internazionale d'arte cinematografica di Venezia nella sezione Orizzonti.